# Benedikt Fernandez
Benedikt Fernandez (født 8. januar 1985 i Bonn, Vesttyskland) er en tysk fodboldspiller, der spiller som målmand hos Sportfreunde Lotte. Han har spillet for Bayer Leverkusen i 6 år, samt en stor del af sine ungdomsår.